# دی‌سولفور دی‌نیترید
دی‌سولفور دی‌نیترید (به انگلیسی: Disulfur dinitride) با فرمول شیمیایی S۲N۲ یک ترکیب شیمیایی با شناسه پاب‌کم ۱۴۱۲۱۳ است. که جرم مولی آن ۹۲٫۱۴۴۴ g/mol می‌باشد. 